# 阿普爾坎寧湖 (伊利諾伊州)
阿普爾坎寧湖（英語：Apple Canyon Lake）是位於美國伊利諾伊州喬戴維斯縣的一個人口普查指定地區。

## 地理
阿普爾坎寧湖的座標為42°25′14″N 90°09′23″W / 42.42056°N 90.15639°W，而該地最高點為海拔高度260米（即853英尺）。

## 人口
根據2010年美國人口普查的數據，阿普爾坎寧湖的面積為11.32平方千米，當中陸地面積為9.62平方千米，而水域面積為1.70平方千米。當地共有人口558人，而人口密度為每平方千米49.29人。